# 이마무라 다케루
이마무라 다케루(일본어: 今村 猛, 1991년 4월 17일 ~ )는 일본의 전 프로 야구 선수이다. 나가사키현 사세보시 출신이며 현역 시절 포지션은 투수였다.

## 인물

### 프로 입단 전
초등학교 3학년 때 소년 야구 클럽에서 1루수로서 야구를 시작해 그 후 유격수와 투수를 겸임했다. 중학교 시절에는 유격수와 3루수로서 활약했고 2학년 때는 규슈 대회에서 우승하는 등 전국 대회에 출전을 이끌었다. 그 해 조지마 겐지나 데라하라 하야토 등이 오프 시즌에 개최한 야구 교실에 참가하여 조지마와 대전을 펼치기도 했다.
나가사키 현립 세이호 고등학교에 진학한 후에는 1학년 여름부터 벤치에 들어갔고 가을에는 구속이 140 km/h를 돌파하는 등 조금씩 성장하기 시작했다. 제90회 전국 고등학교 야구 선수권 기념 대회에 첫 출전하여 2경기에 등판했으며 그 후에도 나가사키 현대회, 규슈 지구 고등학교 야구 대회에도 출전했다.
제81회 선발 고등학교 야구 대회에서는 안정된 투구로 팀을 견인했고 결승에서는 기쿠치 유세이가 소속된 하나마키히가시 고등학교와 상대하여 투수전을 펼친 끝에 1-0으로 누르고 우승했다. 나가사키 현으로서는 봄과 여름을 통해서 전국 대회 첫 우승이었다. 대회에서는 전체 5경기에 선발 등판하면서 44이닝을 던지는 등 탈삼진 47개, 완투 4회, 완봉 3회, 1실점, 평균 자책점 0.20을 남기면서 뛰어난 활약을 보여줬다. 또, 첫 경기(vs 니혼 문리고등학교 전)에서는 첫 번째 타석에 선발 고등학교 야구 대회 통산 600호(고시엔)가 되는 홈런을 전광판 우측을 향해 때려냈다. 6월에 열린 연습 경기에서는 최고 속도 152 km/h를 측정하여 화제가 되었고 3학년 때인 하계 전국 고등학교 야구 선수권 나가사키 대회 준준결승전에서는 이 대회에서 우승한 나가사키 니혼 대학 고등학교에게 패하면서 고시엔 대회 진출에는 실패했다.
2009년 10월 29일에 열린 프로 야구 드래프트 회의에서는 히로시마 도요 카프가 단독 1순위로 지명하여 교섭권을 획득했다. 11월 13일, 히로시마에서는 가와우치 다카야 이래 10년 만이 되는 고졸 지명에서의 계약금 1억 엔, 연봉은 고졸 신인으로서는 최고 금액이 되는 1,000만 엔(금액은 추정)으로 계약을 맺었다.

### 프로 입단 후

#### 2010년
수뇌진의 육성 방침에 의해 시즌 대부분을 2군에서 보냈다. 웨스턴 리그에서는 4월 21일 후쿠오카 소프트뱅크 호크스전에서 중간 계투로서 첫 등판해 2이닝 동안 무실점의 호투로 첫 승리를 거뒀다. 7월 22일에 열린 프레시 올스타전에서는 웨스턴 리그의 선발을 맡아 솔로 홈런을 받았지만 MAX 148 km/h를 기록, 2이닝 동안 3개의 삼진을 빼앗는 활약을 보였다. 그 후 8월 18일에는 고지마 신지로의 말소에 의해 처음으로 1군에 등록하였고 당일에 열린 도쿄 야쿠르트 스왈로스전에서 데뷔 후 처음으로 선발 등판했지만 첫 회에 팀의 실책으로부터 하타케야마 가즈히로에게 만루 홈런을 허용하는 등 2이닝 5실점을 기록하여 패전 투수가 되었다. 계속되는 8월 25일의 한신 타이거스전에서 역시 선발 등판했지만 2이닝 동안 3실점을 기록하여 부진을 겪는 등 2경기 연속 강판되었다. 그 다음날에는 2군에 내려가면서 1군에 복귀하지 못한 채 그대로 시즌을 마쳤다.
2군에서는 시즌을 통해서 선발 로테이션을 맡아 13경기동안 63과 2/3이닝을 던져 4승 4패, 평균 자책점 4.81을 기록했다(피안타 77개와 34자책점은 모두 팀내 최다 기록).

#### 2011년
시범 경기에서 선발 요원으로써 기용돼 호투를 계속하였다. 개막전에서는 로테이션에 들어가지는 못했지만 4월 16일 요미우리 자이언츠전에서 선발 지안카를로 알바라도의 부상 강판에 의해 급거 등판, 3과 1/3이닝을 무실점으로 막아내 프로 데뷔 첫 승리를 올렸다. 5월 20일 오릭스 버펄로스전(교세라 돔 오사카)에서는 7번·지명 타자로서 선발 기용되었다. 정찰요원으로서 기용될 예정이었지만, 노무라 겐지로 감독이 공인야구규칙·6-10(b)에 명기된 ‘지명 타자는 상대팀의 선발 투수에 대해서 적어도 한 번은 타격을 완료하여야만 교체가 가능하다’라는 규칙을 깜빡 잊어버린 바람에 이마무라는 오릭스 선발인 기사누키 히로시가 강판되지 않는 한 최소 1타석은 들어서지 않으면 안되게 되었다. 이마무라는 2회초 1사 1루의 상황에서 타순이 돌아와 보내기 번트를 성공했고 그 후 5회초 두 번째 타석에서 대타(이시이 다쿠로)가 보내졌다.
그 후에는 구원 투수로서 기용돼 마무리 투수인 데니스 사파테가 이탈 후에는 마무리 투수로 지명되었다. 10월 8일 도쿄 야쿠르트 스왈로스전에서는 프로 첫 세이브를 올리면서 1997년에 요코야마 류지가 21세 2개월에 기록한 구단 최연소 세이브 기록을 20세 5개월로 경신했다.

#### 2012년
5월 22일의 소프트뱅크전부터 구단 신기록이 되는 29경기 연속 무실점을 달성했는데 최종적으로 개인 최다 기록이 되는 69경기에 등판하여 리그 3위 타이가 되는 26홀드를 기록했다. 시즌 종료 후 쿠바와의 친선 경기에도 일본 대표팀 선수로 발탁돼 제3회 월드 베이스볼 클래식 일본 국가대표팀 후보에도 올랐다.

## 플레이 스타일
스리쿼터로부터 평균 구속 약 146km/h, 최고 속도 154km/h의 스트레이트와 예리함이 있는 날카로운 슬라이더, 컷 패스트볼을 무기로 삼을 정도의 본격파 우완 투수이다. 2010년 가을부터는 상기의 구질에 가세해서 커브 습득에 임하기도 했다. 또, 2011년에는 우에하라 고지의 포크볼을 이상으로 했다는 고속 포크의 연습을 시작하여 2012년 시즌 종반에 실전에서 공을 많이 던지게 되었다.

## 상세 정보

### 출신 학교
- 나가사키 현립 세이호 고등학교

### 선수 경력
- 히로시마 도요 카프(2010년 ~ 2021년)

국가 대표 경력
- 2013년 월드 베이스볼 클래식 일본 국가대표팀

### 개인 기록

#### 투수 기록
- 첫 등판·첫 선발 : 2010년 8월 18일, 대 도쿄 야쿠르트 스왈로스 15차전(MAZDA Zoom-Zoom 스타디움 히로시마), 2이닝 5실점에서 패전 투수
- 첫 승리 : 2011년 4월 16일, 대 요미우리 자이언츠 2차전(MAZDA Zoom-Zoom 스타디움 히로시마), 4회초 2사에 2번째 투수로서 구원 등판, 3과 1/3이닝 무실점
- 첫 탈삼진 : 상동, 6회초에 러스티 라이얼로부터 헛스윙 삼진
- 첫 홀드 : 2011년 6월 26일, 대 주니치 드래건스 8차전(MAZDA Zoom-Zoom 스타디움 히로시마), 6회초 1사에 2번째 투수로서 구원 등판, 1과 2/3이닝 무실점
- 첫 세이브 : 2011년 10월 8일, 대 도쿄 야쿠르트 스왈로스 22차전(메이지 진구 야구장), 9회말에 4번째 투수로서 구원 등판·마무리, 1이닝 무실점

#### 타격 기록
- 첫 안타 : 2011년 5월 7일, 대 도쿄 야쿠르트 스왈로스 4차전(마쓰야마 주오 공원 야구장), 3회초에 마쓰이 고스케로부터 중전 안타

#### 기록 달성 경력
- 통산 100홀드 : 2018년 4월 5일, 대 도쿄 야쿠르트 스왈로스 3차전(메이지 진구 야구장), 7회말에 2번째 투수로서 구원 등판, 1이닝 무실점 ※역대 27번째[7]

### 등번호
- 16(2010년 ~ 2021년)

### 연도별 투수 성적
| 연 도       | 소 속       | 등 판 | 선 발 | 완 투 | 완 봉 | 무 4 구 | 승 리 | 패 전 | 세 이 브 | 홀 드 | 승 률 | 타 자 | 이 닝 | 피 안 타 | 피 홈 런 | 볼 넷 | 고 4 | 몸 맞 | 탈 삼 진 | 폭 투 | 보 크 | 실 점 | 자 책 점 | 평 자 책 | W H I P |
| ----------- | ----------- | ----- | ----- | ----- | ----- | ------- | ----- | ----- | -------- | ----- | ----- | ----- | ----- | -------- | -------- | ----- | ---- | ----- | -------- | ----- | ----- | ----- | -------- | -------- | ------- |
| 2010년      | 히로시마    | 2     | 2     | 0     | 0     | 0       | 0     | 1     | 0        | 0     | .000  | 26    | 4.0   | 7        | 1        | 6     | 0    | 1     | 0        | 0     | 0     | 8     | 7        | 15.75    | 3.25    |
| 2011년      | 히로시마    | 54    | 6     | 0     | 0     | 0       | 3     | 8     | 2        | 13    | .273  | 399   | 94.0  | 97       | 10       | 30    | 3    | 1     | 76       | 6     | 0     | 50    | 49       | 4.69     | 1.35    |
| 2012년      | 히로시마    | 69    | 0     | 0     | 0     | 0       | 2     | 2     | 4        | 26    | .500  | 344   | 85.2  | 73       | 4        | 18    | 2    | 4     | 89       | 0     | 0     | 21    | 18       | 1.89     | 1.06    |
| 2013년      | 히로시마    | 57    | 0     | 0     | 0     | 0       | 2     | 5     | 3        | 18    | .286  | 283   | 65.1  | 70       | 2        | 28    | 2    | 2     | 56       | 2     | 1     | 26    | 24       | 3.31     | 1.50    |
| 2014년      | 히로시마    | 17    | 0     | 0     | 0     | 0       | 1     | 1     | 0        | 0     | .500  | 88    | 20.2  | 17       | 3        | 9     | 0    | 0     | 16       | 0     | 0     | 10    | 10       | 4.35     | 1.26    |
| 2015년      | 히로시마    | 21    | 0     | 0     | 0     | 0       | 1     | 1     | 0        | 1     | .500  | 115   | 26.0  | 24       | 1        | 13    | 0    | 0     | 22       | 1     | 0     | 14    | 10       | 3.46     | 1.42    |
| 2016년      | 히로시마    | 67    | 0     | 0     | 0     | 0       | 3     | 4     | 2        | 22    | .429  | 299   | 73.2  | 60       | 3        | 22    | 0    | 0     | 87       | 4     | 0     | 20    | 20       | 2.44     | 1.11    |
| 2017년      | 히로시마    | 68    | 0     | 0     | 0     | 0       | 3     | 5     | 23       | 17    | .375  | 270   | 64.1  | 53       | 6        | 27    | 0    | 0     | 69       | 3     | 0     | 19    | 17       | 2.38     | 1.24    |
| 2018년      | 히로시마    | 43    | 0     | 0     | 0     | 0       | 3     | 2     | 1        | 13    | .600  | 173   | 38.1  | 37       | 5        | 21    | 1    | 1     | 35       | 0     | 0     | 26    | 22       | 5.17     | 1.51    |
| 2019년      | 히로시마    | 27    | 0     | 0     | 0     | 0       | 3     | 1     | 1        | 4     | .750  | 101   | 25.1  | 18       | 2        | 9     | 1    | 1     | 17       | 0     | 0     | 10    | 10       | 3.55     | 1.07    |
| 2020년      | 히로시마    | 6     | 0     | 0     | 0     | 0       | 0     | 0     | 0        | 1     | ----  | 25    | 4.1   | 10       | 0        | 2     | 0    | 0     | 1        | 1     | 0     | 6     | 6        | 12.46    | 2.77    |
| 통산 : 11년 | 통산 : 11년 | 431   | 8     | 0     | 0     | 0       | 21    | 30    | 36       | 115   | .412  | 2123  | 501.2 | 466      | 37       | 185   | 9    | 10    | 468      | 17    | 1     | 210   | 193      | 3.46     | 1.30    |

- 굵은 글씨는 시즌 최고 성적.

### WBC에서의 투수 성적
| 연 도 | 대 표 | 등 판 | 선 발 | 승 리 | 패 전 | 세 이 브 | 타 자 | 이 닝 | 피 안 타 | 피 홈 런 | 볼 넷 | 고 4 | 몸 맞 | 탈 삼 진 | 폭 투 | 보 크 | 실 점 | 자 책 점 | 평 자 책 |
| ----- | ----- | ----- | ----- | ----- | ----- | -------- | ----- | ----- | -------- | -------- | ----- | ---- | ----- | -------- | ----- | ----- | ----- | -------- | -------- |
| 2013  | 일본  | 2     | 0     | 0     | 0     | 0        | 11    | 2.0   | 3        | 1        | 2     | 0    | 0     | 3        | 0     | 0     | 3     | 3        | 13.50    |

### 연도별 수비 성적
| 연도 | 소속     | 투수  | 투수  | 투수  | 투수  | 투수  | 투수     |
| 연도 | 소속     | 경 기 | 척 살 | 보 살 | 실 책 | 병 살 | 수 비 율 |
| ---- | -------- | ----- | ----- | ----- | ----- | ----- | -------- |
| 2010 | 히로시마 | 2     | 0     | 0     | 0     | 0     | ----     |
| 2011 | 히로시마 | 54    | 9     | 15    | 1     | 0     | .960     |
| 2012 | 히로시마 | 69    | 8     | 19    | 1     | 1     | .964     |
| 2013 | 히로시마 | 57    | 6     | 16    | 0     | 2     | 1.000    |
| 2014 | 히로시마 | 17    | 0     | 3     | 1     | 0     | .750     |
| 2015 | 히로시마 | 21    | 0     | 2     | 0     | 0     | 1.000    |
| 2016 | 히로시마 | 67    | 3     | 11    | 0     | 3     | 1.000    |
| 2017 | 히로시마 | 68    | 6     | 3     | 0     | 0     | 1.000    |
| 2018 | 히로시마 | 43    | 3     | 7     | 0     | 1     | 1.000    |
| 2019 | 히로시마 | 27    | 0     | 2     | 0     | 0     | 1.000    |
| 2020 | 히로시마 | 6     | 0     | 0     | 0     | 0     | ----     |
| 통산 | 통산     | 431   | 35    | 78    | 3     | 6     | .974     |